# 후시미이나리역
후시미이나리역(일본어: 伏見稲荷駅)은 일본 교토부 교토시 후시미구에 위치한 게이한 전기철도 게이한 본선의 역이다. 역 번호는 KH34이다.
후시미 이나리 신사는 역에서 5분 정도 거리에 있으며 이나리 신사에는 JR 나라 선의 이나리역 쪽이 더 가깝다(도보에서 바로).

## 역 구조
상대식 승강장 2면 2선의 지상역이다. 상하행선 승강장에 개찰구는 따로 있고 구내 지하도가 존재하지 않기 때문에 개찰 내에서 반대편 승강장으로 건너갈 수 없다. 상하행 선에서도 재래식 개찰구는 승강장의 단바바시 방향에, 임시 개찰구는 승강장의 중간 정도에 위치하고 있다. 화장실은 상하행선 승강장의 개찰 내에 있고, 하행 승강장에는 오스토 메이트 대응의 다목적 화장실도 설치되어 있다. 역
내 승강장의 기둥과 울타리는 붉게 칠해져 있다.
2007년 6월 운행 관리 시스템 갱신에 맞추는 형태로 급행 정차역에서는 가장 늦게 상세 방송이 도입되었다. 동시에 LED식 열차 안내가 설치되어 있다.

### 승강장
| 번호 | 노선          | 방향 | 행선                                                         |
| ---- | ------------- | ---- | ------------------------------------------------------------ |
| 1    | ■ 게이한 본선 | 상행 | 산조・데마치야나기 방면                                      |
| 2    | ■ 게이한 본선 | 하행 | 주쇼지마・히라카타시・교바시・요도야바시・나카노시마 선 방면 |

- 두 승강장의 유효 길이는 8량이다. 다만, 당역에서의 완급 접속이나 대피는 못하기 때문에 당역 정차 열차는 남쪽의 후카쿠사 역에서만 대피가 이루어지고 있지만 현재는 대폭 줄었다.

## 이용 현황
| 연도   | 하차 인원 | 승차 인원 |
| ------ | --------- | --------- |
| 2007년 | 6,375     | 3,194     |
| 2008년 | 6,328     | 3,260     |
| 2009년 | 5,677     | 2,874     |
| 2010년 | 5,825     | 2,915     |
| 2011년 | 6,888     | 3,415     |
| 2012년 | 5,723     | 2,866     |
| 2013년 | 6,205     | 3,266     |
| 2014년 | 8,285     | 4,301     |
| 2015년 | 10,192    | 5,333     |

## 역 주변
- 후시미 이나리 신사 - 전국에 있는 이나리 신사의 총 본궁.
- JR 나라 선 이나리역 - 동쪽으로 도보 5분 정도.
- 교토 시립 후시미 공업 고등학교
- 후시미이나리 우체국
- 비와코 수로

## 사진

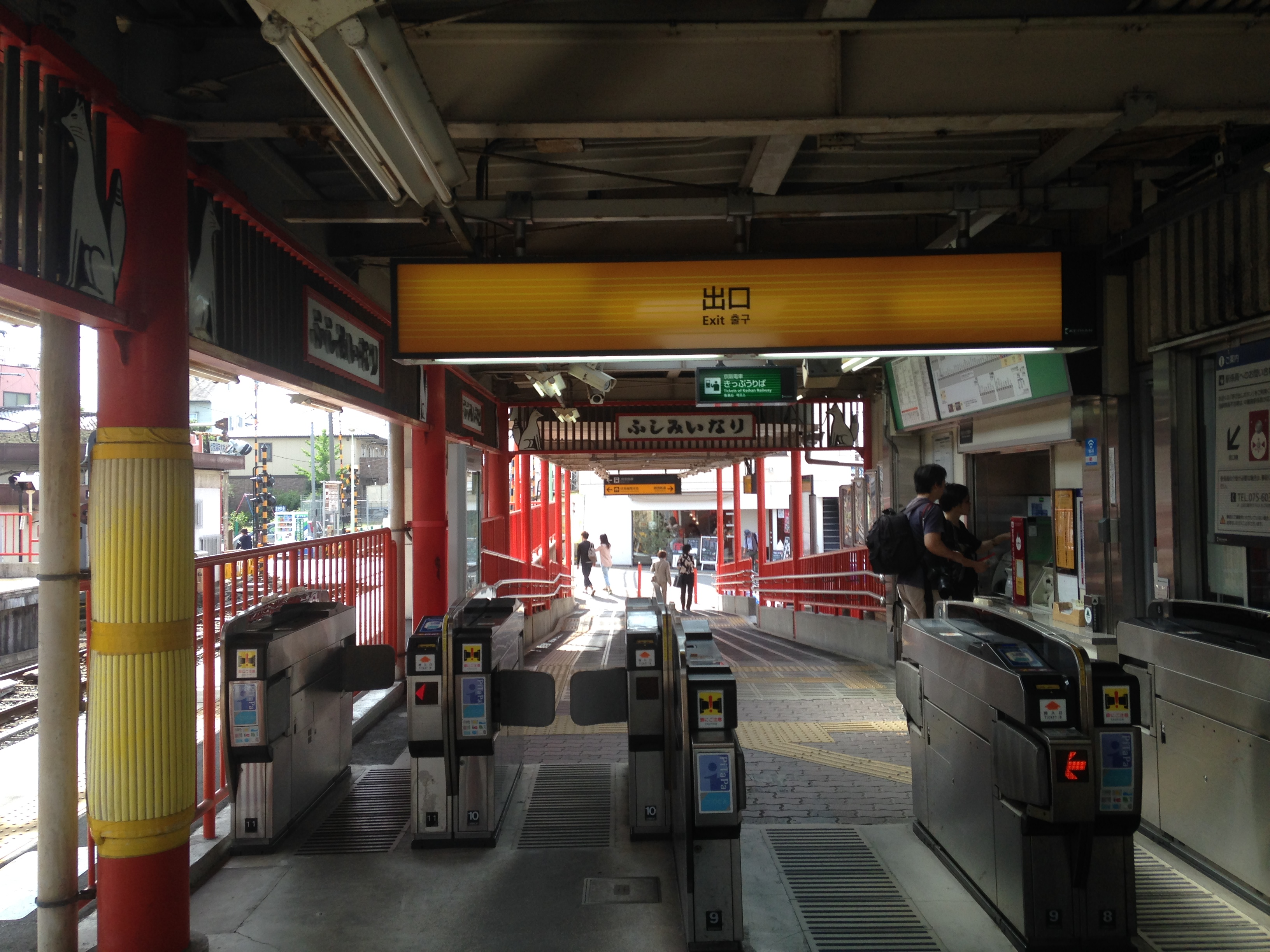
서쪽 출입구
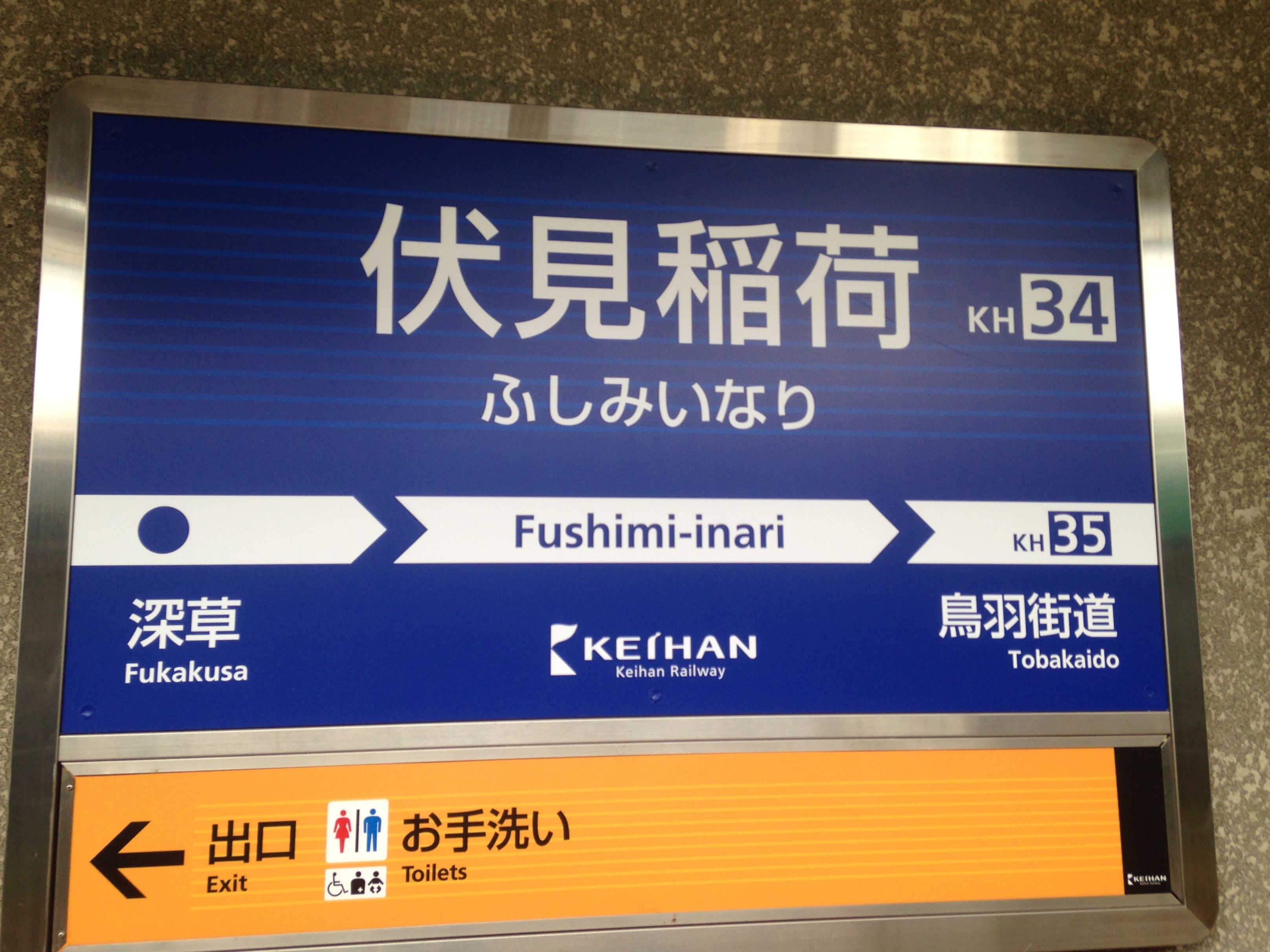
역명판

## 같이 보기
- 이나리역

| 게이한 전기철도 ■ 게이한 본선 | 게이한 전기철도 ■ 게이한 본선                  | 게이한 전기철도 ■ 게이한 본선     |
| ----------------------------- | ---------------------------------------------- | --------------------------------- |
| KH30 단바바시 요도야바시 방면 | ■ 급행                                         | 시치조 KH37 데마치야나기 방면     |
| KH33 후카쿠사 요도야바시 방면 | ■ 통근 준특급 (평일 하행 운전) ■ 준특급 ■ 보통 | 도바카이도 KH35 데마치야나기 방면 |